# Левічин (Груєцький повіт)
Левічин (пол. Lewiczyn) — село в Польщі, у гміні Бельськ-Дужий Груєцького повіту Мазовецького воєводства.
Населення — 464 особи (2011).
У 1975-1998 роках село належало до Радомського воєводства.

## Демографія
Демографічна структура станом на 31 березня 2011 року:
|          | Загалом | Допрацездатний вік | Працездатний вік | Постпрацездатний вік |
| -------- | ------- | ------------------ | ---------------- | -------------------- |
| Чоловіки | 222     | 46                 | 146              | 30                   |
| Жінки    | 242     | 47                 | 147              | 48                   |
| Разом    | 464     | 93                 | 293              | 78                   |